# Tracy-Widom-Verteilung
Die Tracy-Widom-Verteilung ist eine Wahrscheinlichkeitsverteilung aus der Theorie der Zufallsmatrizen. Sie ist die asymptotische Spektralverteilung des größten, normalisierten Eigenwertes einer hermitschen Zufallsmatrix. Die Verteilung ist nach den amerikanischen Mathematikern Craig Tracy und Harold Widom benannt, welche sie 1993 für das gaußsche unitäre Ensemble entdeckt haben. Sie findet Anwendung in der statistischen Mechanik, der Kombinatorik und der multivariaten Statistik, wo sie insbesondere im Zusammenhang mit hoch-dimensionalen Daten und Verfahren zum Lösen des Fluchs der Dimensionalität von Interesse ist.
Die Verteilungsfamilie wird nach dem Dyson-Index in die {\displaystyle \beta }-Klassifizierung {\displaystyle F_{\beta }} aufgeteilt (nach möglichen Zeitumkehr-Eigenschaften der Quantenmechanik), wobei die Verteilung {\displaystyle F_{2}} für das unitäre Ensemble gilt und als Fredholm-Determinante des Airy-Kernels auf einem separablen Hilbertraum definiert wird. Die Verteilungen {\displaystyle F_{1}} für das orthogonale Ensemble und {\displaystyle F_{4}} für das symplektische Ensemble lassen sich leicht daraus berechnen.
Tracy-Widom-Resultate lassen sich u. a. mit nicht-trivialen asymptotischen Methoden wie dem Lösen von Riemann-Hilbert-Problemen mit der nicht-linearen Methode des steilsten Anstiegs von Deift-Zhou (1993) finden. Ausgehend vom Riemann-Hilbert-Problem lassen sich Lax-Paare herleiten und schließlich die Lösung der Painlevé-II-Gleichung.
In der Originalarbeit leiteten Tracy und Widom ein analoges integrierbares System von partiellen Differentialgleichungen zur Jimbo-Miwa-Môri-Sato-Gleichung her und einen mit dem Airy-Operator kommutierenden Differentialoperator.
Die Tracy-Widom-Verteilung fand man auch in anderen Situation der Mathematik und Physik, die auf den ersten Blick nichts mit Zufallsmatrizen zu tun haben. Zum Beispiel als Limit von stochastischen partiellen Differentialgleichungen wie der Kardar-Parisi-Zhang (KPZ)-Gleichung, als Verteilung der Länge der längsten, aufsteigenden Teilfolge zufälliger Permutationen,  oder den „Wackel-Umfang“ einer Bakterienkolonie (welches durch das Eden-Modell beschrieben wird). Dieses mysteriöse Phänomen des Auftreten gleicher statistischer Gesetze, zu denen auch das Wignersche Halbkreisgesetz gehört, nennt man Universalität (engl. universality).

## DefinitionF2
Die Tracy-Widom-Verteilung ist definiert als
{\displaystyle F_{2}(t):=1+\sum \limits _{k=1}^{\infty }{\frac {(-1)^{k}}{k!}}\int _{t}^{\infty }\cdots \int _{t}^{\infty }\operatorname {det} _{i,j=1}^{k}\operatorname {K_{Airy}} (x_{i},x_{j})\prod _{j=1}^{k}\mathrm {d} x_{j},}
wobei {\displaystyle \operatorname {K_{Airy}} } den Airy-Kern
{\displaystyle \operatorname {K_{Airy}} (x,y):={\tfrac {\operatorname {Ai} (x)\operatorname {Ai} '(y)-\operatorname {Ai} '(x)\operatorname {Ai} (y)}{x-y}}=\int _{0}^{\infty }\operatorname {Ai} (u+x)\operatorname {Ai} (u+y)\mathrm {d} u}
eines Operators {\displaystyle A_{2}} auf {\displaystyle L^{2}([t,\infty ))} bezeichnet.
Äquivalent lässt sich der Ausdruck auch über die äußere Potenz des Spurklasseoperators definieren
{\displaystyle F_{2}(t):=1+\sum \limits _{k=1}^{\infty }(-1)^{k}\operatorname {tr} (\Lambda ^{k}(A_{2}))}.
Sei {\displaystyle \lambda _{\text{max}}} der größte Eigenwert des gaußschen unitären Ensembles (GUE), dann gilt das Tracy-Widom-Gesetz
{\displaystyle \lim \limits _{n\to \infty }P\left(n^{2/3}\left({\frac {\lambda _{\text{max}}^{(n)}}{\sqrt {n}}}-2\right)\leq t\right)=F_{2}(t).}

### Verbindung zur Painlevé-II-Gleichung
Es gilt
{\displaystyle F_{2}(t)=\exp \left(-\int _{t}^{\infty }(x-t)q(x)^{2}\mathrm {d} x\right)}
wobei {\displaystyle q} die Hastings-McLeod-Lösung der Painlevé-II-Gleichung
{\displaystyle {\begin{cases}q''=tq+2q^{3}\\q(t)\sim \operatorname {Ai} (t),\quad {\text{ für }}t\nearrow \infty \end{cases}}}
ist.

## DefinitionF1undF4
Die Tracy-Widom-Verteilungen {\displaystyle F_{1}} und {\displaystyle F_{4}} lassen sich wie folgt berechnen
{\displaystyle {\frac {F_{1}(t)}{\sqrt {F_{2}(t)}}}=\exp \left(-{\frac {1}{2}}\int _{t}^{\infty }q(x)\,dx\right)}
und
{\displaystyle {\frac {F_{4}(t/2^{2/3})}{\sqrt {F_{2}(t)}}}=\cosh \left(-{\frac {1}{2}}\int _{t}^{\infty }q(x)\,dx\right).}
wobei {\displaystyle q} wie in der Definition für {\displaystyle F_{2}} ist.

### Operatoren A1und A4
Im Fall {\displaystyle \beta =4} lässt sich ein Spurklasseoperator {\displaystyle A_{4}} auf {\displaystyle L^{2}([t,\infty ))\oplus L^{2}([t,\infty ))} mit Matrixkern finden.
Im Fall {\displaystyle \beta =1} ist der dazugehörige Operator {\displaystyle A_{1}} auf {\displaystyle L^{2}([t,\infty ))\oplus L^{2}([t,\infty ))} mit Matrixkern nicht mehr in der Spurklasse. Um das Problem zu lösen betrachtet man gewichtete {\displaystyle L^{2}}-Räume und eine Verallgemeinerung der Fredholm-Determinante.

## Universalität
Es existieren unterschiedliche Tracy-Widom-Gesetze für die Rand-Universalität von bestimmten Klassen von hermiteschen Zufallsmatrizen (z. B. Tao-Vu, Soschnikow, Lee-Yin)

## Tracy-Widom und die KPZ-Universalitätsklasse
Die Tracy-Widom-Verteilung erscheint unter {\displaystyle t^{1/3}}-Skalierung der eindimensionalen KPZ-Gleichung mit fixer Zeit als Grenzwertverteilung, sowie deren Universalitätsklasse. Abhängig davon, ob man mit der narrow wedge oder flat Initialbedingung beginnt, ist die eindimensionale Einpunktverteilung des KPZ-Fixpunkt unter fixer Zeit die Tracy-Widom-Verteilung des GUE bzw. GOE.
Bei der Parkettierung des aztekischen Diamanten und des Satzes des arktischen Kreises tritt die Tracy-Widom-Verteilung auch in Erscheinung. Sie beschreibt dort die Fluktuation des arktischen Kreises.